# Ezra Gebremedhin
Ezra Gebremedhin, född i Etiopien 1935, är en svensk-eritreansk teolog och kyrkoledare. Gebremedhin har varit generalsekreterare för Mekane Yesus-kyrkan i Etiopien och docent vid Uppsala universitet i Sverige, samt författat åtskilliga böcker och vetenskapliga artiklar.

## Biografi
Ezra Gebremedhin är född och uppvuxen i Etiopien med eritreanska föräldrar. Enligt den etiopiska kalendern föddes han 1928, vilket i den gregorianska, västerländska, kalendern motsvarar 1935. Gebremedhin studerade pedagogik i hemlandet och i USA, där han tog en magisterexamen. Efter att också ha tagit en teologie kandidat-examen återvände han till Etiopien.
Under 1963–1966 var han generalsekreterare för den lutherska Mekane Yesus-kyrkan.
Gebremedhin reste 1970 till Sverige för att doktorera på nattvardssynen hos Kyrillos av Alexandria. Gebremedhin blev kvar i Sverige på grund av de förföljelser som utbröt i hemlandet sedan den kommunistiska Mengisturegimen tagit makten. I Sverige har han arbetat som präst och undervisat vid Johannelunds teologiska högskola och vid Uppsala universitet, där hans område i första hand var patristik.
Ezra Gebremedhin är bror till professor Mehari Gebre-Medhin.

## Författarskap
Ezra Gebremedhins författarskap är i första hand kopplat till hans akademiska verksamhet och omfattar egna böcker och artiklar i antologier och facktidskrifter. Dessutom har han medverkat med flera artiklar i Encyclopaedia Aethiopica.